# Euriphene aurivillii
Euriphene aurivillii är en fjärilsart som beskrevs av Max Bartel 1905. Euriphene aurivillii ingår i släktet Euriphene och familjen praktfjärilar. Inga underarter finns listade i Catalogue of Life.